# Pukarua
Pukarua, également connu sous les noms de Puka Rua, Apucarua, Pukaruha, Pouka-Rouha, Puka-Ruka et Serle, est un atoll situé à l'extrémité est de l'archipel des Tuamotu en Polynésie française.

## Géographie

### Situation

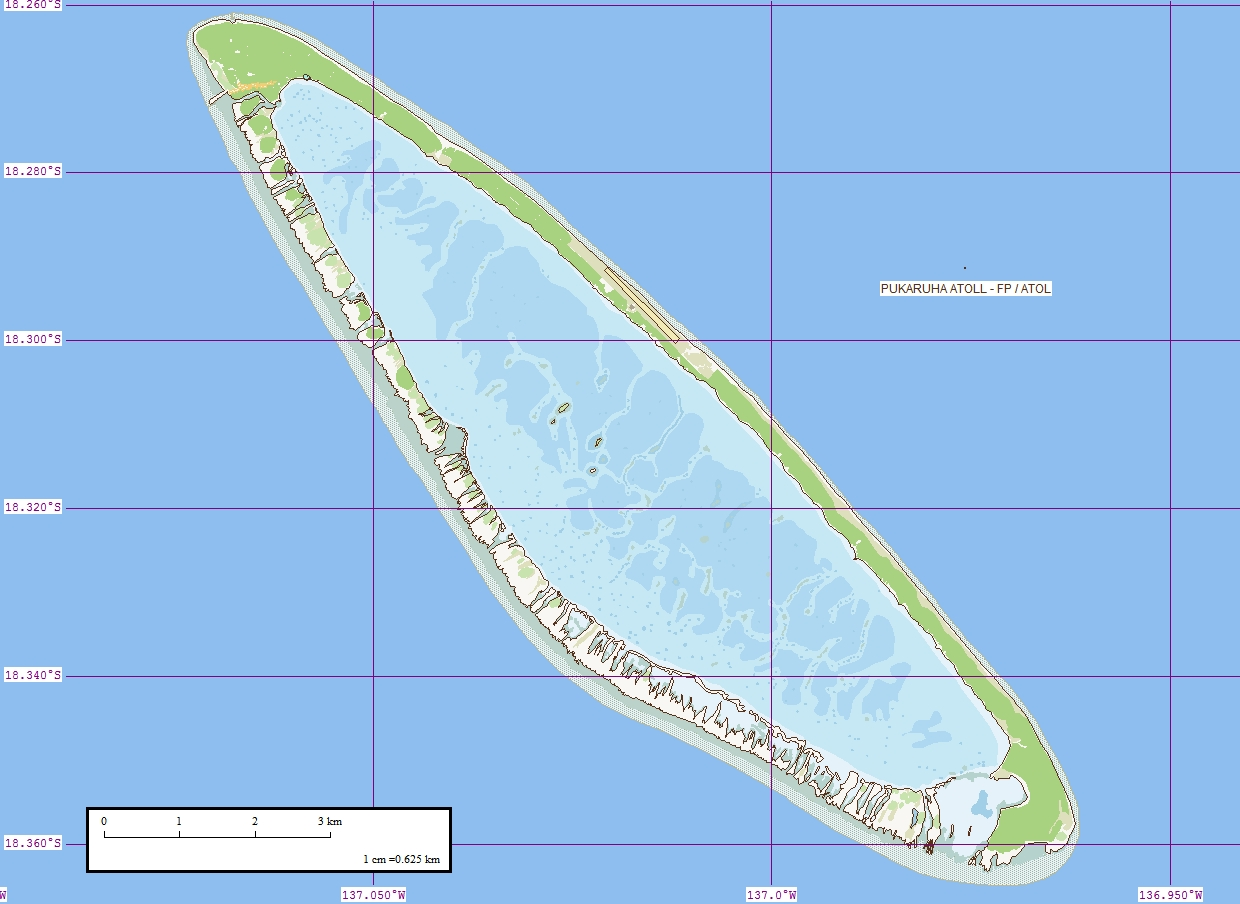
Géographie de l'atoll.

Pukarua est situé à 53 km à l'ouest-nord-ouest de Reao, l'atoll le plus proche avec lequel il constitue la commune de Reao, et à 1 280 km à l'est de Tahiti. De forme lenticulaire, il s'étend sur 16 km de longueur et 4,5 km de largeur maximale pour 7 km2 de terres émergées. Un motu principal, sur sa côte nord-est, a la forme d'un crochet ; d'autres motus plus petits parsèment sa côte. Il n'y a pas de passe navigable pour entrer dans le lagon de 23 km2, mais il existe un chenal peu profond praticable et un débarcadère qui permet l'accueil des petits bateaux.

### Géologie
D'un point de vue géologique, l'atoll est l'excroissance corallienne (de 310 mètres) du sommet du mont volcanique sous-marin homonyme, qui mesure 2 195 mètres depuis le plancher océanique, formé il y a environ 36,8 à 37,3 millions d'années.

### Démographie
En 2017, la population totale de Pukarua est de 236 personnes, vivant notamment dans le principal village, Marautagaroa (environ 100 habitants), situé à la pointe ouest de l'atoll ; son évolution est la suivante :
| 181                                                     | 174 | 205 | 210 | 206 | 227 | 236 |
| Sources ISPF et Gouvernement de la Polynésie française. |     |     |     |     |     |     |

## Histoire

### Découverte par les Européens
L'atoll de Pukarua fut découvert le 28 mai 1797, par le marin anglais James Wilson, en route entre Tongatapu et les îles Marquises sur le Duff (en). L'île était inhabitée lors de sa visite, mais il découvrit des preuves d'une occupation récente. Il nomma l'atoll Serle Island, d'après le nom d'un ami qu'il avait au Transport Office, en Angleterre. Le navigateur français Louis Isidore Duperrey aborde l'atoll en avril 1823, à bord du navire La Coquille, puis c'est au tour du Britannique Frederick William Beechey de le visiter le 21 janvier 1826 et de noter son habitation par les Polynésiens. Jules Dumont d'Urville y accoste en août 1838, puis l'année suivante c'est le cas de l'Américain Charles Wilkes le 16 août 1839 lors de son expédition australe.

### Époque moderne
Au milieu du XIXe siècle, Pukarua devient un territoire français peuplé alors d'environ 30 habitants autochtones vers 1850. L'atoll est alors évangélisé avec la fondation de la paroisse Saint-Benoit en 1875 et la construction de l'église homonyme rattachée au diocèse de Papetee.

## Économie

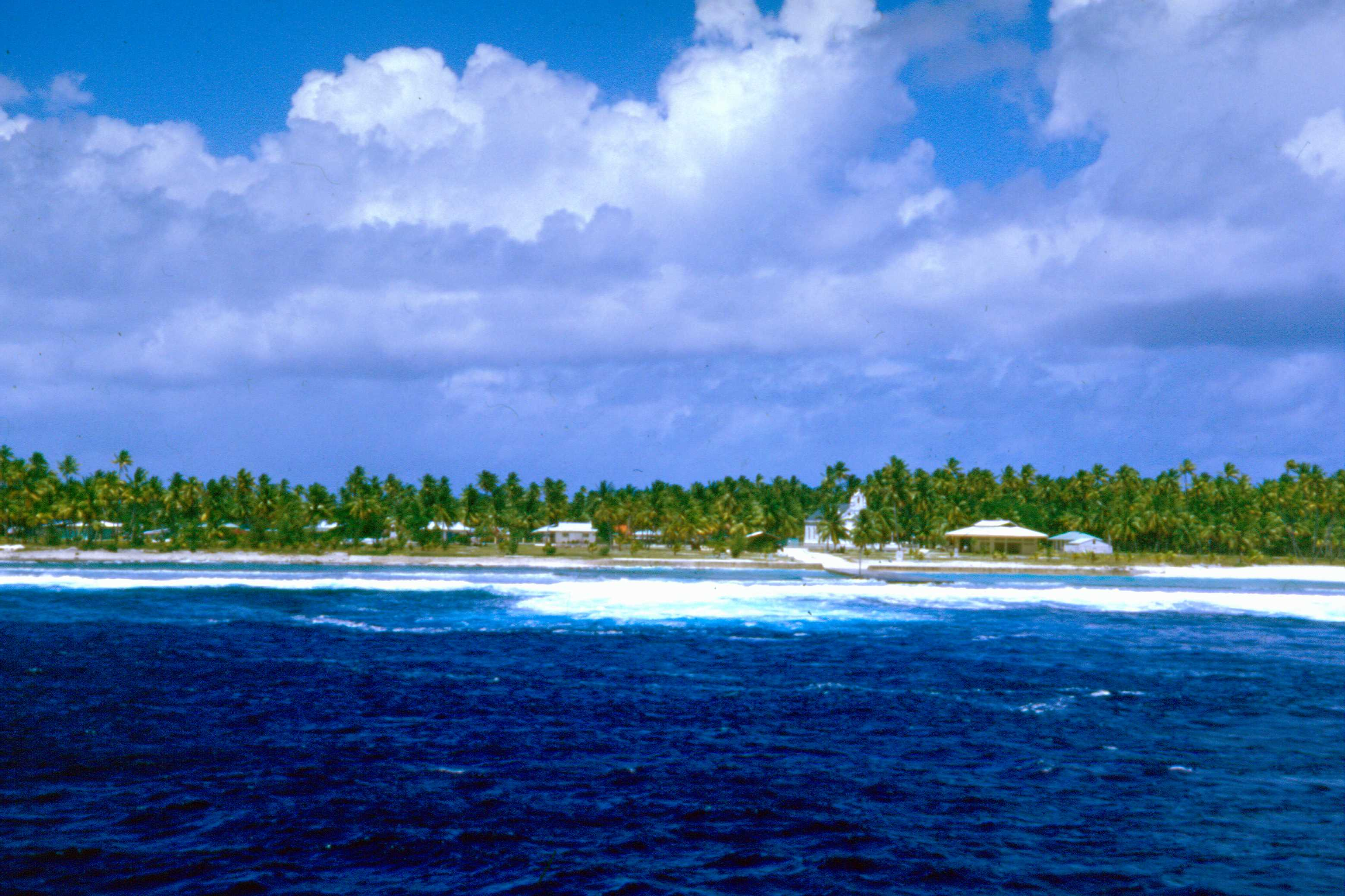
Vue de Marautagaroa

L'activité principale de l'atoll est liée au tourisme. Le lagon de Pukarua est propice pour la plongée libre car il abrite des bénitiers géants (pa’ua) relativement commun sur l'atoll.
L'atoll de Pukarua est doté d'un aérodrome local inauguré en 1979, dont la piste a été rallongée de 900 à 1 200 m en avril 2006. Il accueille, en moyenne, environ cent vols et 1 800 passagers par an, dont la moitié en transit.